# Prämonstratenserabtei Mondaye

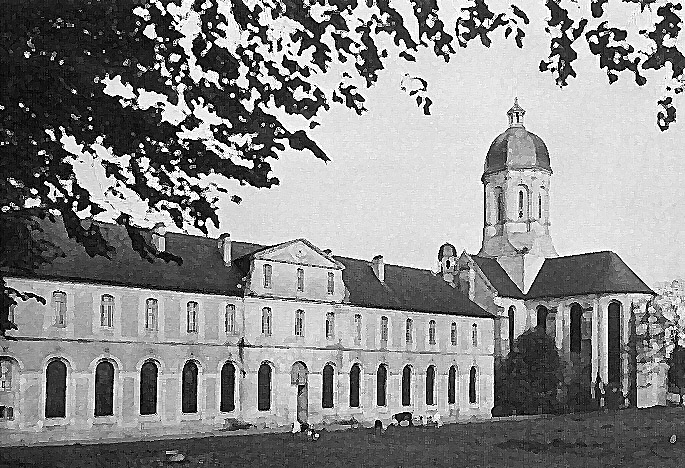
Prämonstratenserabtei Mondaye

Die Prämonstratenserabtei Saint-Martin de Mondaye ist seit 1202  ein französisches Kloster der Prämonstratenser, von 1815 bis 1845 der Trappistinnen, in Juaye-Mondaye, Département Calvados, Bistum Bayeux.

## Geschichte

### Das Prämonstratenserkloster
Die Abtei de La Lucerne gründete 1202 das Kloster Mons Dei (Gottesberg), später Mondaye, 12 Kilometer südlich von Bayeux. Die Abtei bestand bis zur Auflösung  durch die Französische Revolution 1791. 1858 von der belgischen Abtei Grimbergen wieder besiedelt, wurde sie 1880 erneut und (nach heimlicher Wiederbesiedelung seit 1894) 1903 ein drittes Mal aufgelöst. Die Mönche gingen nach Belgien in die Abtei Bois-Seigneur-Isaac (in Braine-l’Alleud), von wo sie 1921 nach Mondaye zurückkehren konnten, das seither wieder als Prämonstratenserkloster besteht.

### Das Trappistinnenkloster
Die Trappistinnen des 1808 aus Kloster Grosbois (Yerres) hervorgegangenen und 1811 aufgelösten Klosters Valenton, die dank der guten Beziehungen ihrer Oberin Marie des Séraphins de Chateaubriand (1761–1832), einer Verwandten von François-René de Chateaubriand, bis 1815 in Tréguier überlebt hatten, besiedelten sodann das leer stehende Kloster Mondaye, hatten dort aber mit vielen Schwierigkeiten zu kämpfen, vornehmlich nach dem Tod von Oberin Marie des Séraphins. Ein ergänzender Besiedelungsversuch 1836 durch Kloster La Coudre scheiterte. Die Schwestern wurden auf andere Klöster verteilt. 1837 versuchte La Coudre eine neue Besiedelung, doch musste auch diese Gemeinschaft 1845 in das neu gegründete Trappistinnenkloster La Cour-Pétral wechseln.

#### Oberinnen
- Marie des Séraphins de Chateaubriand (1815–1832)
- Marie des Sacrés-Cœurs de Graville (1832–1837)
- Elisabeth Plet (1837–1863)

## Priorate
- Priorat Sainte-Foy in Conques – Bistum Rodez
- Priorat Notre-Dame des Neiges in Laloubère – Bistum Tarbes und Lourdes